# Кондрашкин, Алексей Сергеевич
Алексей Сергеевич Кондрашкин (род. 22 июля 1992, Зарудня, Московская область) — российский спортсмен, выступающий по самбо, дзюдо и универсальному бою. Является мастером спорта России по дзюдо и самбо, имеет звание Заслуженного мастера спорта России по универсальному бою. Победитель и призёр множества турниров по этим видам спорта.
Родился в Коломне в спортивной семье. Его мать — Людмила Кондрашкина — судья международной категории по самбо. Сергей Кондрашкин — отец Алексея — мастер спорта международного класса, победитель множества турниров по самбо. Сестры и жена также выступали в этом виде спорта и достигли высших результатов.

## Спортивные результаты

### Универсальный бой
- Чемпионат России по универсальному бою 2017 года — ;[4].
- Чемпионат России по универсальному бою 2018 года — ;[5].
- Чемпионат России по универсальному бою 2019 года — ;[6].
- Кубок России по универсальному бою 2018 года — ;[7].
- Чемпионат Мира по универсальному бою 2017 года — ;[8].
- Чемпионат Мира по универсальному бою 2018 года — ;[9].
- Чемпионат Мира по универсальному бою 2019 года — ;[10].
- Чемпионат Европы по универсальному бою 2018 года — ;
- Чемпионат Европы по универсальному бою 2019 года — ;[11].

### Самбо
- Кубок России по самбо 2017 года — ;[12].
- Международный турнир категории «А» «Открытый чемпионат Республики Беларусь по самбо на призы Президента Республики Беларусь». — ;[13].
- Международный турнир категории «А» на призы заслуженного мастера спорта России А. А. Аслаханова 2016 — ;[14].
- Международный турнир категории «А» на призы заслуженного мастера спорта России А. А. Аслаханова 2015 — ;[15].

### Дзюдо
- Кубок Европы по дзюдо г. Сараево Босния и Герцеговина 2013 года — ;[16].